# Волочья
Волочья — река в России, протекает по Демянскому району Новгородской области.
Берёт исток к западу от деревни Выселки-Борки. Течёт сначала на юг, после чего поворачивает на запад. Впадает в Чернорученку к северу от деревни Добросли, в 3 км к западу от Демянска. Устье находится в 1,2 км от устья Чернорученки по левому берегу. Высота устья — 42,2 м над уровнем моря. Длина реки — 15 км.

## Данные водного реестра
По данным государственного водного реестра России относится к Балтийскому бассейновому округу, водохозяйственный участок реки — Ловать и Пола, речной подбассейн реки — Волхов. Относится к речному бассейну реки Нева (включая бассейны рек Онежского и Ладожского озера).
Код объекта в государственном водном реестре — 01040200312102000022226.